# Hubert Berenbrinker
Hubert Berenbrinker (ur. 7 lipca 1950 w Verl) – niemiecki duchowny rzymskokatolicki, biskup pomocniczy Paderborn w latach 2008–2020, od 2020 biskup pomocniczy senior archdiecezji Paderborn.

## Życiorys
Hubert Berenbrinker urodził się 7 lipca 1950 w Verl (Nadrenia Północna-Westfalia). Ukończył studia filozoficzne i teologiczne na Wydziale Teologicznym w Paderborn i na Uniwersytecie w Innsbrucku. Po ukończeniu do seminarium przyjął 11 lipca 1977 święcenia prezbiteratu.
Po święceniach pełnił następujące funkcję: 1977–1981: wikariusz parafii w Hagen; 1981–1983: wikariusz parafii w Löhne oraz kapelan ds. Młodzieży dekanatu Herford; 1983–1988: wikariusz parafii w Bünde-Holsen; 1988–1989: wikariusz parafii w Kirchlengern; 1989–2004: proboszcz parafii św. Piotra i Pawła w Siegen oraz dziekan (1994–1998) dekanatu Siegen; 1998–2004: dziekan regionalny regionu Siegerland-Südsauerland; 2001–2004: kierownik duszpasterstwa w Siegen-Süd; od 2001: kanonik Kapituły Metropolitalnej; 2004–2020: kierownik ds. Duszpasterstwa Archidiecezji Paderborn; od 2005: kapelan Jego Świątobliwości.
19 kwietnia 2008 papież Benedykt XVI prekonizował go biskupem pomocniczym archidiecezji Paderborn ze stolicą tytularną Panatoria. Święcenia biskupie otrzymał 15 czerwca 2008 w katedrze Najświętszej Marii Panny i Świętych Liboriusza i Kiliana. Udzielił mu ich Hans-Josef Becker, arcybiskup metropolita Paderborn, w asyście biskupów pomocniczych; Manfred Grothe oraz Matthias König. Jako zawołanie biskupie przyjął słowa „Omne quod spirat, laudet Dominium, Alleluja” (Wszystko, co ma oddech, chwali Pana). 21 września 2020 papież Franciszek przyjął jego rezygnację z obowiązków biskupa pomocniczego Paderborn.